# Шаторхељ
Шаторхељ (мађ. Sátorhely) је село у Мађарској, у крајње јужном делу државе. Село управо припада Мохачком срезу Барањске жупаније, са седиштем у Печују.

## Природне одлике
Насеље Шаторхељ налази у крајње јужном делу Мађарске, близу државне границе са Хрватском. Најближи већи град је Мохач.
Историјски гледано, село припада мађарском делу Барање. Подручје око насеља је равничарско (Панонска низија), приближне надморске висине око 95 м. Источно од насеља протиче Дунав, који у овом делу прави простране мочваре Карапанџа.

## Историја
Насеље је самостално од 1984. године. Настало је издвајањем дела из насеља Нађњарад.

## Становништво
Према подацима из 2013. године Шаторхељ је имао 651 становника. Последњих година број становника стагнира.
Претежно становништво у насељу чине Мађари римокатоличке вероисповести.

### Попис1910.
За језички и верски састав становништва на попису 1910. године погледати под: Нађњарад.